# Hans Reinl
Johann Karl Stefan Reinl, detto Hans (Františkovy Lázně, 22 agosto 1880 – Rum (Austria), 3 aprile 1957), è stato un alpinista, ingegnere e politico austriaco, uno dei più dotati rocciatori austriaci della sua epoca per tecnica, numero e qualità delle vette scalate, oltre 600, e un pioniere dello scialpinismo. Fu istruttore di roccia del giovane Paul Preuss, detto la "meraviglia dell'arrampicata" e un attivo nazionalista nel primo dopoguerra.

## Biografia

### Ingegnere minerario, alpinista, pioniere dello sci e soldato

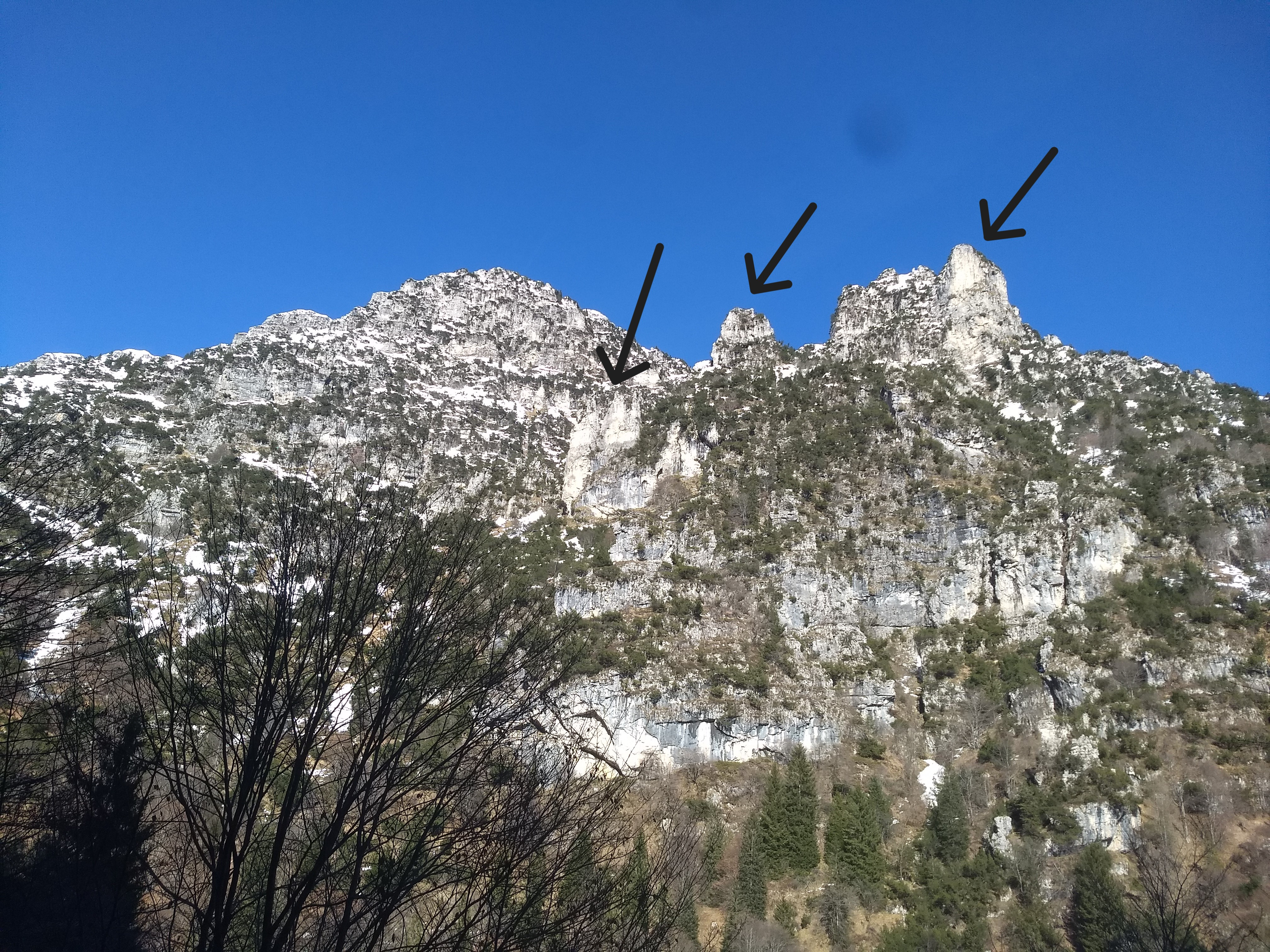
I tre Torrioni, senza nome, del versante sud del monte Caplone ripresi dalla Valle di Campei, le basi sono di difficile accesso ma possibili mete di Hans Reinl alternative a Cima Bus de Balì o al Campanile Berlinghera

Hans Reinl nacque in Boemia, figlio di un medico termale, compì i suoi studi ginnasiali e l'università di Leoben laureandosi in ingegneria mineraria e metallurgia, successivamente per motivi professionali risiedette a Bad Ischl. Espletato il servizio militare obbligatorio dal 1902 al 1903 presso i Kaiserjäger a Trento, si impiegò nelle miniere di sale di Hallstatt e nel 1907 sposò Ida Schedlováe, dalla quale il 9 luglio 1908, ebbe due gemelli: Harald, che diventò giurista e un noto regista cinematografico, e Kurt, giurista e attore cinematografico.
"Fin dalla giovinezza Hans fu attratto dalle montagne, era forte fisicamente e testardo, aveva una personalità energica e dotato di coraggio", così lo descrisse la nipote Roswitha Oberwalder in una biografia del nonno. I suoi compagni di roccia furono i talentuosi Paul Preuss, detto la "meraviglia dell'arrampicata" del quale fu istruttore di roccia, Günther von Saar, Victor Wolf von Glanvell, Leo Petritsch, Karl Greenitz, Edward Theodore Compton, Karl Ludwig Domenigg, Georg "Irg" Steiner, il primo a salire il muro sud del Hoher Dachstein all'inizio del XX secolo. Sarà sulle vette più facili del Salzkammergut che il diciassettenne Hans Reinl divenne l'istruttore di roccia del giovane Paul Preuss.
Furono quelli dei primi Novecento gli anni delle sfide orgogliose tra questi giovani rocciatori, della continua ricerca di una nuova tecnica di scalata e di un miglior approccio mentale con la montagna, più rispettoso della natura dei luoghi incontrati senza l'impiego e l'abbandono sulle pareti di chiodi, corde o staffe. Reinl scalò nella sua carriera sportiva oltre 600 vette o torrioni in tutte le Alpi orientali austriache, nelle Dolomiti trentine e nel massiccio del Brenta, nelle montagne a cornice del Lago di Garda e di Ledro, le Alpi Giulie, il ghiacciaio dell'Ötztal, Alti Tauri, le Alpi di Berchtesgaden, Tennengebirge, Gesäuse, Höllengebirge e Dachstein. 

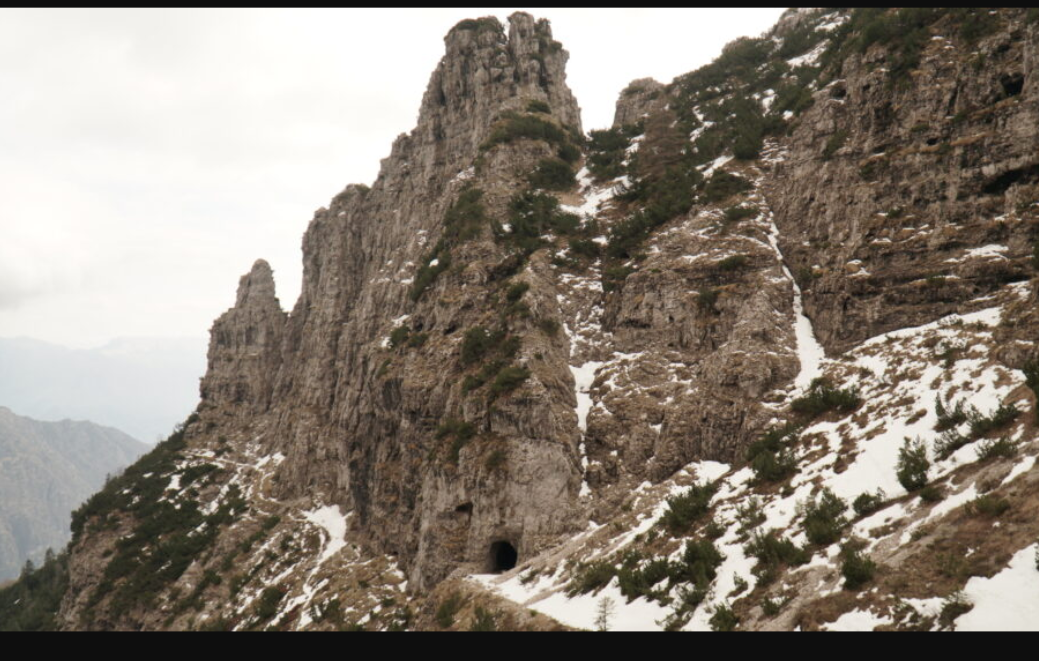
A sinistra il Campanile Berlinghera (1.720 m.), alla sua destra il Torrione omonimo e sotto di esso l'ingresso della galleria stradale scavata nella Prima guerra mondiale

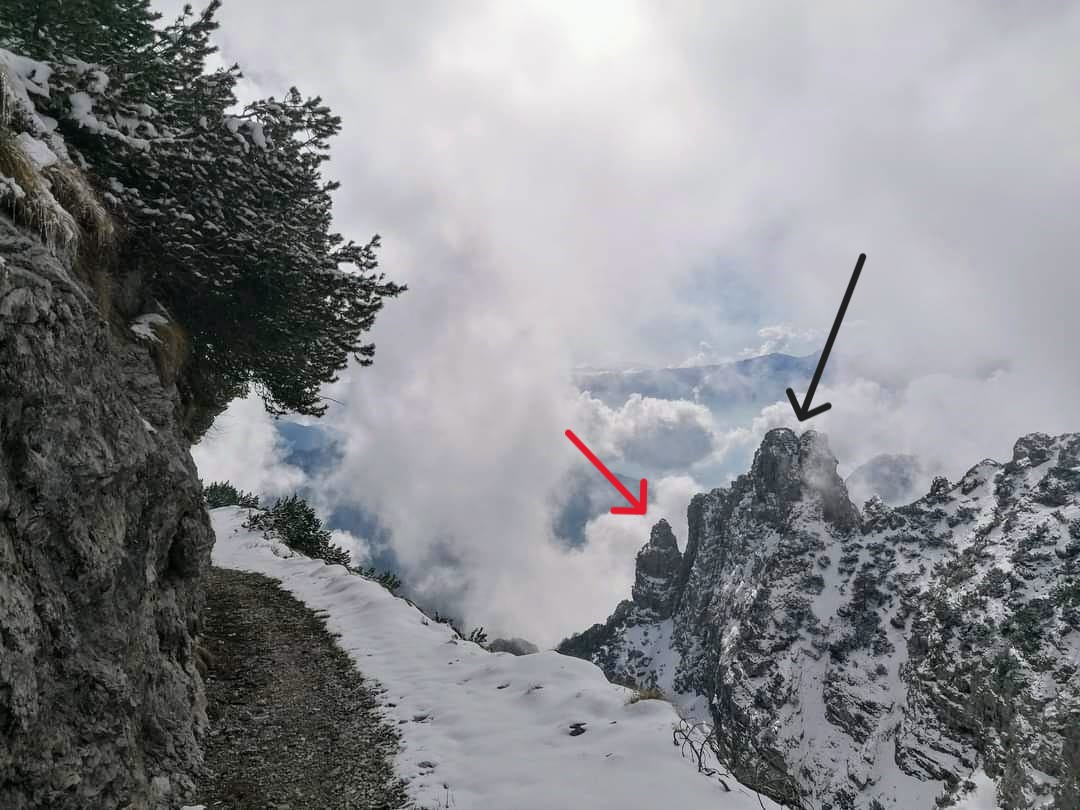
Cima Berlinghera vista dalla Valle di Campo segnata con la freccia nera, Campanile Berlinghera ((1.720 m.) con la freccia rossa

Il giovane Hans Reinl, in Italia, nella zona del lago di Garda, fu il primo alpinista che il 12 aprile del 1903 scalò in solitaria uno degli speroni rocciosi del monte Caplone, nominandolo Campanile Caplone alto 1700m., di I grado di difficoltà stimata, e che consiste probabilmente nel torrione detto Cima Büs de Balì (1736 m) o nel Campanile Berlinghera (1720 m), dandone poi notizia in una relazione ai Club alpini austriaci e tedeschi nel 1903. Il Campanile Berlinghera è di aspetto dolomitico, alto 70 metri, e si trova a est di Cima Berlinghera e della vetta del Caplone. Fu scalato anche da Francesco Coppellotti detto "Nino" nel 1908, la base è di facile accesso e salendo "da Bocca di Lorina...da un tornante sinistrorso da dove, a destra, parte un sentiero di guerra che passa alla base della parete nord di Torre Berlinghera. La si costeggia su sentiero fin sotto il Campanile. Si sale in un largo camino tra questo e la torre, superando salti successivi con passaggi di II e III grado di difficoltà. Si raggiunge una bocchetta e per rocce friabili lungo lo spigolo (II/III grado di difficoltà) si guadagna la sommità".
Hans Reinl, in questo tipo di scalate, in solitaria e con pochi ausili di salita e discesa, trovò ulteriore stimolo alla sua attività, infatti apparteneva a quella ristretta cerchia di alpinisti sportivi, tra questi il sopraccitato Paul Preuss, che cercava la difficoltà, la via più ripida e più elegante per raggiungere la cima; non era più importante raggiungere la vetta ma diveniva importante anche come veniva raggiunta e si discendeva da essa. Dotato "di una penna agile e un talento per il disegno", scrisse dettagliati rapporti sulle sue imprese che furono pubblicati sulle principali riviste alpine. Come pioniere dello scialpinismo, fondò la nel 1907 il “Goisern Ski and Toboggan Club”. 
Hans Reinl, specialista anche dell'arrampicata libera, il 21 agosto del 1904 con Siegfried Bischoff di Monaco, Karl Greenitz scalò la Cima Ceda Orientale (2757 m), Cima Alta, nel Massiccio della Tosa per la parete nord-est e il mese successivo, il 21 settembre, scalò il Campanile di Val Montanaia, detto "L'Urlo di pietra", nelle Dolomiti friulane, mentre nel 1906 apri la "via tedesca" sul monte Triglav con Felix König e Karl Ludwig Domenigg. Il Triglav, "Tricorno" è la vetta più elevata delle Alpi Giulie (2863 m) e della Slovenia. La sua cupola sommitale, che si erge elegante sopra l'ampia parete nord, domina imponente la Val Vrata. A lungo tentata invano, fu scalata il 26 agosto 1778 da Lorenz Willonitzer, Stefan Rožič, Matthäus Kos e Lukas Korošek. La parete nord, larga 3 km e alta oltre 2 000 m, è una delle più grandiose delle Alpi Orientali. Hans Reinl si arrampicò sulle maggiori vette che circondano il lago di Garda e documentò le imprese in un articolo del bollettino del Club alpino di Vienna del 1909.
Il 15 giugno 1913 con i fratelli Felix e Anton Steinmaier di Lauffen salì ufficialmente per la prima volta il monte Freyaturm mentre nel settembre con Paul Preuss, il più stimato alpinista dell'epoca, e Günther von Saar aprì alcune vie nella catena del Gosaukamm nelle Alpi settentrionali. Reinl descrisse così questa prima salita: "Un po' ad ovest dell'ultima vetta siamo saliti attraverso un breve camino in una piccola e ripida depressione e, in doppia libera su uno strapiombo alto dai 12 ai 15 m, abbiamo raggiunto il canale di neve o detriti che scende dall'apertura tra la parete sommitale. del Großer Donnerkogel e della successiva torre di cresta simile all'Hahnenkamm, in essa siamo scesi per circa due lunghezze di corda, abbiamo raggiunto l'altezza di una costola sporgente su roccia leggera e oltre, scendendo leggermente, una chiara fascia leggermente discendente sulla quale abbiamo aggirato si oltrepassava la torre intermedia citata e discesa nel canalone terroso tra questa e la Torre Freia. Dalla fessura si procedeva a sinistra, attraversando macerie, in una fessura più alta, a destra di una finestra di pietra allungata, dopo aver attraversato i pendii erbosi sotto la parete sommitale da ovest verso la cresta nord-est e sopra di essa fino al punto più alto. La scalata, generalmente solo moderatamente difficile ed estremamente panoramica, è durata circa 2 ore e mezza. Per assicurare la via del ritorno abbiamo lasciato la corda appesa allo strapiombo della Donnerkogelwand. Nel senso della salita a destra, però, la punta può essere scalata senza l'aiuto di una corda su una costola pianeggiante molto ripida. Naturalmente il nostro metodo è più consigliato in discesa, semplicemente perché fa risparmiare tempo". Paul Preuss e Anton Steinmaier effettuarono la seconda scalata il 28 settembre 1913 mentre il 6 settembre 1933 Josef Reisenauer, Georg "Irg" Steiner e Heli Simonlehner ascesero per la prima volta attraverso la parete nord-ovest della Torre di Freia.
Dal 1912 al 1915 fu eletto presidente della sezione di Hallstatt del Club alpino tedesco e austriaco uniti e nel 1914 fu redattore di un'esemplare guida di sci alpino. Dall'ottobre 1914 Reinl fu nuovamente assegnato all'amministrazione della miniera di sale di Bad Ischl come commissario minerario. Dal maggio 1915 a seguito dello scoppio della prima guerra mondiale, all'ottobre 1918 prestò servizio militare per l'Austria-Ungheria, come consulente alpino sul fronte delle Dolomiti. Raggiunse il grado di tenente e fu decorato con la "Gran Croce al Merito della Corona". Durante gli anni della guerra la famiglia Reinl si trasferì a Rum vicino a Innsbruck, dove Reinl aveva acquistato negli anni precedenti un vecchio maso, che poi ricostruì sul modello di una villa altoatesina. Dal 1918 al 1922 lavorò presso l'amministrazione della miniera di sale di Hall in Tirol, da ultimo come consigliere di montagna. Andò in pensione anticipatamente il 1º maggio 1922, probabilmente in connessione con "l'Employee Reduction Act" del 24 luglio 1922, che eliminò un gran numero di posti di lavoro nel pubblico impiego attraverso licenziamenti, pensionamento anticipato e dimissioni volontarie contro compenso. La legge, che portava il nome del cancelliere cristiano-sociale Ignaz Seipel (“smantellamento di Seipel”), mirava a risanare le finanze statali dopo l'iperinflazione del 1923.

### Il politico: agitatore nazionale e leader delle Sturmabteilung
Al più tardi dal 1918 Reinl apparve in pubblico come attivista e agitatore etnico antisemita. Nel 1919 intervenne ad una riunione del Partito Cristiano Sociale a Hall, che aveva come tema le elezioni per l'Assemblea nazionale costituente in Austria (16 febbraio 1919). Si descriveva come un pan-tedesco e sosteneva che il popolo tedesco era “governato da polacchi e altri ebrei” e che il giudaismo rappresentava “il pericolo più grande per il popolo tedesco d'oggi”. Secondo lo storico Francis L. Carsten, probabilmente scrisse anche quattro articoli contrassegnati HR nel "Neue Tiroler Stimme" nel 1918 con il titolo "Le cause politico-razziali del crollo", in cui l'autore incolpava gli ebrei e i bolscevichi per la perdita della guerra. Il 22 aprile 1920 intervenne ad una manifestazione organizzata dall'Associazione antisemita tirolese e suggerì che “in risposta al primo colpo sparato da una guardia rossa ebrea contro i tedeschi, gli ebrei del Tirolo dovessero essere dichiarati fuorilegge". In particolare, il politico socialdemocratico Julius Deutsch, ex rappresentante sindacale presso il Ministero della Guerra, segretario di Stato temporaneo nell'esercito e membro del Consiglio nazionale, divenne il centro delle campagne di odio antisemita in quanto ebreo, anche se aveva già lasciato la Comunità Israelitica nel 1905 ed era rimasto religioso.
La causa legale per insulto di Julius Deutsch contro Reinl attirò particolarmente l'attenzione del pubblico. La domenica di Pentecoste del 1922 Reinl si unì in assemblea con alcune persone, con cui condivideva la stessa passione politica, in un ristorante a St. Nikola an der Donau e discusse ad alta voce del libro di Deutsch: "Dalla rivoluzione tedesca", in cui descriveva il suo lavoro nel primo anno e ultimo anno di guerra della Repubblica. Reinl furioso per il "trambusto" di Deutsch, lo accusò di aver infranto il giuramento di fedeltà al Kaiser Guglielmo II creando un'organizzazione sindacale nell'esercito. Deutsch, presente al ristorante, se ne accorse e affrontò Reinl in un'accesa discussione. Tuttavia, Reinl ribadì le sue accuse definendolo un “mascalzone”. Deutsch lo denunciò per averlo insultato. Durante il processo Reinl affermò di aver avuto solo una discussione linguistica. Si trattava di una parola ebraica che descrive gli “elementi estranei al popolo e al paese” che hanno preso il potere. In primo grado Reinl fu condannato per l'insulto formale di “mascalzone”, ma non per i “mascalzoni”. Questa definizione significa che il tedesco “lavora per la sua nazione a scapito di un’altra” e poiché è “almeno parzialmente di origine ebraica”, ciò non può essere interpretato come un insulto all’onore. L'udienza d'appello davanti al tribunale regionale di Linz si concluse in modo ancora più sfavorevole per Deutsch: Reinl fu assolto anche dall'insulto di "mascalzone" perché la difesa aveva fornito prove veritiere di azioni riprovevoli da parte di Deutsch. 
Reinl fu membro della Guardia nazionale tirolese, nel 1928 si unì al NSDAP di Adolf Hitler e successivamente ricevette l'ambito distintivo d'oro n. 82650 di adesione al partito. Suo figlio Harald, studente di giurisprudenza a Innsbruck, all'inizio del 1929 fondò presso l'università un gruppo dell'Associazione studentesca nazionalsocialista tedesca, nella quale era attivo anche l'altro figlio Kurt. Nel dicembre 1931 Hans Reinl fu a capo del 7º stendardo delle SA nel “Westgau” dell'Austria, cioè nel Salisburghese, nel Tirolo e nel Vorarlberg. Dal 1938, dopo l'annessione dell'Austria, apparve di nuovo come oratore locale e "leader" delle SA alle riunioni del'NSDAP.

### Gli ultimi anni
I figli di Reinl, Kurt e Harald, acquisirono ciascuno la metà del Castello di Laudegg vicino a Ladis nel 1940. Hans Reinl lo ristrutturò fino alla sua morte trovandolo in rovina e destinato alla scomparsa; e secondo la nipote lo fece perché "nel suo cuore c'era una forte inclinazione per l'antica cavalleria". Questo antico manufatto difatti fu costruito nel 1239 dal conte von Ulten direttamente sulla via Claudia Augusta, l'antica strada romana. Il conte Mainardo II di Tirolo-Gorizia lo ampliò. Il castello vide il massimo splendore sotto i cavalieri di Schrofenstein. Dopo la seconda guerra mondiale, secondo il funzionario del Club alpino Karl Wirobal, Reinl fu classificato come vittima della denazificazione "a causa del suo atteggiamento nazionale", tanto che la sua pensione ("Godimento del riposo") fu ridotta o cancellata fino all'aprile 1951. Trascorreva le estati al castello di Landeck e gli inverni a dipingere a Rum. 
Nel 1957 morì per insufficienza cardiaca all'età di 77 anni.

### Livello di conoscenza e fonti
Non esiste una biografia completa di Reinl. I brevi cenni biografici di Karl Wirobal e Adi Mokrejs si basano sui fascicoli personali dell'amministrazione delle saline, su informazioni provenienti dalla biblioteca della Montanuniversität Leoben e in particolare sulla tenuta Reinl di proprietà della famiglia, come il suo libro di visite turistiche inedito e una biografia inedita scritta da sua nipote. Wirobal e Mokrejs si concentrano sulla carriera professionale e alpinistica di Reinl, ma non scrivono nulla sulla sua attività politica. Il processo degli insulti Deutsch-Reinl è oggetto di uno studio dello storico Georg Spitaler. Ulteriori informazioni sulla sua attività politica possono essere trovate nelle opere panoramiche di Francis L. Carsten, Harald Walser, Niko Hofinger, Michael Gehler e altri. Le informazioni sulla sua attività nelle Sturmabteilung registrate in questi lavori si basano su materiali d'archivio dell'Archivio di Stato del Tirolo. Questa attività si rifletteva anche negli articoli di giornale contemporanei.
Morì improvvisamente il 3 aprile del 1957 per arresto cardiaco all'età di 77 anni.

## Carriera alpinistica
- 1913 1º Beg.Niederer Flachkogel-Nordostgrat, 2 195 m, (Monti del Dachstein);
- 1913 1º Beg.Cresta di collegamento Großer Donnerkogel, 2 054 m, alla Freyaturm, 1 991 m, (Monti del Dachstein);
- 1913 1º Beg.Cresta di collegamento Freyaturm, 1 991 m, al Großer Donnerkogel, 2 054 m , (Monti del Dachstein);
- 1913 1º Best.Gamsriesenturm da sud-est, 1 960 m, (Monti del Dachstein);
- 1913 1º Best.Front Grummetkopf sul bordo occidentale, 2 034 m, (Monti del Dachstein);
- 1913 1º Best.Hinterer Grummetkopf da est, 2 040 m, (Monti del Dachstein);
- 1913 1º Beg.Vorderen Grummetkopf, 2 034 m, fino a Hinteren Grummetkopf, 2 040 m, (Monti del Dachstein);
- 1913 1º Best.Vordere Kopfwand sul bordo nord-ovest, 2 072 m, (Monti del Dachstein);
- 1913 1º Best.Linzer Turm sul bordo sud, 1 802 m, (Monti del Dachstein);
- 1913 1º Beg.Sammetkopf-cresta sud-est, 2 058 m, (Monti del Dachstein);
- 1913 1º Beg.Scharwandeck-Nordwestgrat, 1 964 m, (Monti del Dachstein);
- 1913 1º Beg.Scharwandeck da sud-est "Sü dostrinne", 1 964 m, (Monti del Dachstein);
- 1913 1º Beg.Cresta di collegamento Scharwandeck, 1 964 m, allo Scharwandspitz, 2 170 m, (Monti del Dachstein) 1º Beg.Grimming-Südgrat, 2 351 m, (Monti del Dachstein) con Gerd Schauer, Isny im Allgäu.

### Montagne e itinerario seguito nella scalata
- Campanile del monte Caplone 12 aprile 1903;
- Hochtausing parete nord - "Traversata" (1904);
- Großer Winkelkogel, più piccolo, muro ovest (29 maggio 1904);
- Großer Brandstein cresta est (20 giugno 1904);
- Großer Koppenkarstein parete est - "Reinl/Greenitz" (30 giugno 1904);
- Ceda Orientale, Cima (Ceda Orientale) parete Nord-Est - "Via Bischoff" (21/08/1904);
- Ceda Orientale, Cima (Ceda Orientale) percorso normale (percorso in eccedenza) (21/08/1904);
- Sandling parete ovest (1906);
- Großwand (Monti del Dachstein)	 canale sud-est (1908);
- Hocheck (Alpi di Berchtesgaden) muro est (1909);
- Watzmann Jungfrau parete ovest (1910);
- Hinterberghorn, cresta nordoccidentale, "Intero" (1911);
- Grummetkopf anteriore bordo ovest (5 ottobre 1913);
- Picco principale dell'Angerstein fianco nord occidentale (1913);
- Cima sud dell'Angerstein fianco nordoccidentale (1913);
- Großer Donnerkogel	cresta di collegamento dalla Freyaturm (15 giugno 1913);
- Flachkogel Niederer cresta nordest (9 settembre 1913);
- Freyaturm cresta di collegamento dal Großer Donnerkogel (15 giugno 1913);
- Gamsriesenturm	da sud-est (1913);
- Grummetkopf (5 ottobre 1913);
- Grummetkopf da est (5 ottobre 1913);
- Vordere Kopfwand bordo nord-ovest (5 ottobre 1913);
- Torre di Linz bordo sud (7 ottobre 1913);
- Mandlkogel settentrionale bordo sud-ovest (24 agosto 1913);
- Sommetkopf	cresta sud-est (5 ottobre 1913);
- Scharwandeck cresta Nordovest (settembre 1913);
- Scharwandeck da sud-est (spiaggia sud-est) (7 settembre 1913);
- Scharwandspitz (Monti del Dachstein) Cresta di collegamento da Scharwandeck (09.1913);
- Strichkogel Niederer traversata dall'Hoher Strichkogel (30 agosto 1913);
- Trisselwand parete sud-ovest;
- Cima principale dello Zahringkogel	 parete nord.

## Opere

### Miniere e metallurgia
- "Le montagne di sale di Grubach e Abtenau", in: Giornale austriaco per l'estrazione mineraria e la metallurgia , volume 58, 1910, n. 15, pp. 209-212 e n. 16, pp. 225-227 (opac.geologie.ac.at).

### Alpinismo
- "La parete nord del Grande Triglav", in: Comunicazioni del Club alpino tedesco e austriaco, volume 33, 1907, n. 11, pp. 134–136 (literature.at).
- "Scalata sulla Trisselwand presso Aussee", in: Comunicazioni del Club alpino tedesco e austriaco, volume 33, 1907, n. 18, pp. 223–225 (literature.at).
- "Servizi di salvataggio in inverno", in: Der Schnee , settimanale dello Sci Club Alpino, febbraio 1913, n. 19, pp. 178-179, n. 20, pp. 185-186, n. 21, pp. 199-200 (anno.onb. ac. a).
- "La cresta della Gosa. Dott. Paul Preuss in memoria", in: Giornale del Club alpino tedesco e austriaco , volume 45, 1914, pp. 219–263 (anno.onb.ac.at).
- "Grossglockner. Foglio 14/15 della serie Le Alpi Orientali. Raccolta di fogli di riso", ed. di Walter Schmidkunz in collaborazione con la Sezione Bavarese del Club Alpino Tedesco e Austriaco. Casa editrice della Deutsche Alpenzeitung, Monaco 1914.

(Con Max Zeller:) "Il Watzmann. La sua storia di salita, tutte le vie alle sue vette con 9 schizzi di salita e una bibliografia", Casa editrice della Deutsche Alpenzeitung, Monaco 1914.
- "Viaggi nel Dachstein", in: Giornale del Club alpino tedesco e austriaco , volume 46, 1915, pp. 43–71 ( anno.onb.ac.at )
- "Guida sciistica attraverso il Salzkammergut. Con 6 mappe di schizzi e 10 disegni a penna", Klingelhoeffer, Hallein 1915.
- "Guida sciistica attraverso il Salzkammergut", 2a edizione. Artaria, Vienna 1925.
- "La prima salita sulla parete nord del Festlbeilstein", in: Giornale turistico austriaco , volume 41, episodio 12, dicembre 1921, pp. 139–143 (anno.onb.ac.at).
- "Ciaspolate sui monti del Dachstein", in: Deutsche Alpenzeitung , volume 20, 1925, pp. 85–89 (archive.org).
- Josef Maier (a cura di): "Manuale per il turismo sciistico", Bergverlag Rother, Monaco 1926. Con la partecipazione di Karl Gruber, WR Leni e Hans Reinl.
- "Necrologio sulla Torre Sandling", in: Annuario del Club Turistico Austriaco 1927 , Vienna 1928, p. 43 ss.

### Scritti nazionalistici e antisemiti
- "Per difendersi dal giudaismo", in: Allgemeiner Tiroler Anzeiger , 12 agosto 1919 ( anno.onb.ac.at )
- "Apolitico?", in: Allgemeiner Tiroler Anzeiger , 5 dicembre 1919 ( anno.onb.ac.at )
- "Per gli eroi del Tirolo!", in: Il Nazionalsocialista , 1 novembre 1925 ( anno.onb.ac.at )